# Bantia metzi
Bantia metzi är en bönsyrseart som beskrevs av Max Beier 1935. Bantia metzi ingår i släktet Bantia och familjen Thespidae. Inga underarter finns listade i Catalogue of Life.